# Мали Скочај
Мали Скочај је насељено мјесто у Босни и Херцеговини, у општини Бихаћ, које административно припада Федерацији Босне и Херцеговине. Према попису становништва из 1991. у насељу је живјело 89 становника.

## Становништво
| Националност       | 1991.     |
| Хрвати             | 89 (100%) |
| остали и непознато | 0         |
| Укупно             | 89        |